# Ligne W du métro de New York
 (janvier 2022).
Si vous disposez d'ouvrages ou d'articles de référence ou si vous connaissez des sites web de qualité traitant du thème abordé ici, merci de compléter l'article en donnant les références utiles à sa vérifiabilité et en les liant à la section « Notes et références ».
Pour les articles homonymes, voir Ligne W.
La Ligne W Broadway Local est une ligne (au sens de desserte) du métro de New York. Sa couleur est le jaune car elle emprunte la BMT Broadway Line à Manhattan. Son circuit relie Astoria-Ditmars Boulevard dans le Queens à Whitehall Street située à Manhattan. La ligne W ne fonctionne qu'en semaine entre 06 h 00 et 21 h 50 ce qui correspond au début et à la fin des heures de pointe, et les métros de la ligne circule en omnibus sur l'ensemble de leur circuit. Plus rarement, une desserte en direction de et depuis Gravesend-86th Street dans le Queens est proposée au tout début et à la fin du service, alors que les métros quittent ou rentrent au Coney Island Complex, qui est le dépôt de tous les métros de la ville.
À la suite de restrictions budgétaires, il a été choisi de supprimer la ligne W le 25 juin 2010 : son parcours sera par la suite desservi par les lignes N et Q. Depuis le 7 novembre 2016 le service W est de retour et reprend ses anciens horaires et son ancien parcours.
Avec une longueur de 9,7 km, il s'agit de la ligne de métro « principale » la plus courte du réseau (hors lignes S « shuttle »).

## Histoire
Le service W a originellement été créé comme un service local spécial des BMT Broadway (métros jaunes), roulant d’Astoria à Whitehall Street. Ce service était une simple variante locale du service N, qui, dans les années 70 était express. Ces trains n’apparaissait pas encore sous la nomenclature W.
C’est en 2001 que le service W est officiellement introduit en tant que ligne.
En mars 2010, la MTA annonce que la ligne W sera supprimée, pour cause de restrictions budgétaires. Pour le remplacer, la ligne N fut dorénavant locale au nord de Canal Street et la ligne Q étendue de 57th Street - 7th Avenue jusqu’à Astoria.
En 2016 la MTA réintroduit le service W, à l’occasion de la mise en service de la première phase du second Avenue Subway et l’extension de la ligne Q jusqu’à 96th Street.

## Caractéristiques

### Stations
|           | Station                             | Horaires            | Correspondances                                     |
| Queens    | Queens                              | Queens              | Queens                                              |
| --------- | ----------------------------------- | ------------------- | --------------------------------------------------- |
|           | Astoria-Ditmars Av                  | Toujours sauf nuits | (N)                                                 |
|           | Astoria Boulevard                   | Toujours sauf nuits | (N)                                                 |
|           | 30th Avenue                         | Toujours sauf nuits | (N)                                                 |
|           | Broadway                            | Toujours sauf nuits | (N)                                                 |
|           | 36th Avenue                         | Toujours sauf nuits | (N)                                                 |
|           | 39th Avenue                         | Toujours sauf nuits | (N)                                                 |
|           | Queensboro Plaza                    | Toujours sauf nuits | (7) · (<7>) · (N)                                   |
| Manhattan |                                     |                     |                                                     |
|           | Lexington Avenue-59th Street        | Toujours sauf nuits | (transfert avec MetroCard) Roosevelt Island Tramway |
|           | Fifth Avenue-59th Street            | Toujours sauf nuits | (N) · (R)                                           |
|           | 57th Street                         | Toujours sauf nuits | (N) · (Q) · (R)                                     |
|           | 49th Street                         | Toujours sauf nuits | (N) · (R)                                           |
|           | Times Square-42nd Street            | Toujours sauf nuits | Port Authority Bus Terminal                         |
|           | 34th Street-Herald Square           | Toujours sauf nuits | PATH                                                |
|           | 28th Street                         | Toujours sauf nuits | (R)                                                 |
|           | 23 rd Street                        | Toujours sauf nuits | (R)                                                 |
|           | 14th Street-Union Square            | Toujours sauf nuits | (4) · (5) · (6) · (<6>) · (L) · (N) · (Q) · (R)     |
|           | Eighth Street - New York University | Toujours sauf nuits | (R)                                                 |
|           | Prince Street                       | Toujours sauf nuits | (R)                                                 |
|           | Canal Street                        | Toujours sauf nuits | (4) · (6) · (<6>) · (J) · (N) · (Q) · (R) · (Z)     |
|           | City Hall                           | Toujours sauf nuits | (R)                                                 |
|           | Cortlandt Street                    | Toujours sauf nuits | PATH                                                |
|           | Rector Street                       | Toujours sauf nuits | (R)                                                 |
|           | Whitehall Street-South Ferry        | Toujours sauf nuits | Staten Island Ferry                                 |

## Matériel Roulant

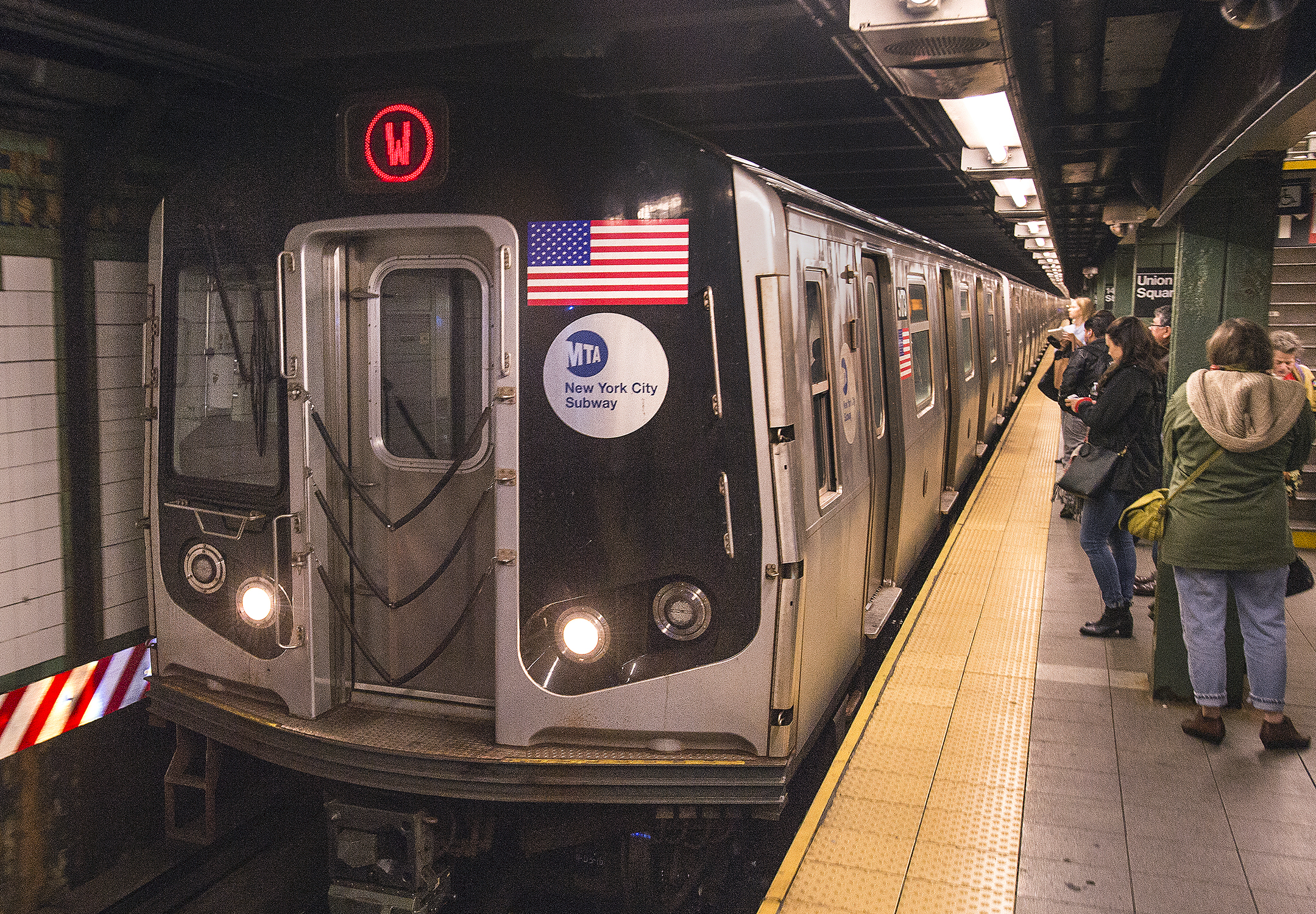
Une rame R160 en station.

La ligne W partage son matériel roulant avec la ligne N. 22 trains R46, 9 trains R68 et 2 trains R68A sont assignés à cette ligne. Ces lignes utilisaient auparavant des trains modernes R160, mais ces trains furent déplacés sur d’autres lignes.

## Projet
Il est parfois envisagé de prolonger la BMT Astoria Line (service N et W) jusqu’à l’aéroport LaGuardia de New York, seul aéroport de la ville non desservi par un transport ferré. Mais il est probable que ce projet ne voie jamais le jour, de par son coût prohibitif.